# Lixheim
Lixheim là một xã trong vùng hành chính Lothringen, thuộc tỉnh Moselle, quận Sarrebourg, tổng Phalsbourg. Tọa độ địa lý của xã là 48° 46' vĩ độ bắc, 07° 08' kinh độ đông. Lixheim có điểm thấp nhất là 268 mét và điểm cao nhất là 336 mét. Xã có diện tích 3,96 km², dân số vào thời điểm 1999 là 572 người; mật độ dân số là 144 người/km². Lixheim nằm khoảng 9 km về phía đông bắc của Sarrebourg.

## Thông tin nhân khẩu
| 1962 | 1968 | 1975 | 1982 | 1990 | 1999 | 2007 |
| ---- | ---- | ---- | ---- | ---- | ---- | ---- |
| 598  | 630  | 651  | 588  | 527  | 572  | 635  |